# Clemens Ostermann
Clemens Victor Ostermann (* 11. Juni 1984 in München; † 30. April 2007 ebenda) war ein deutscher Synchronsprecher und Musiker.

## Leben
Ostermann war der Sohn des Künstlerehepaars Henny und Michael Ostermann, er hatte zwei Schwestern. Ostermann kam bereits in früher Kindheit in Kontakt mit Musik und der Synchronisation. Als Musiker war er als Cellist, Bassist und Sänger der Münchner Klassik-/Hip-Hop-Band Einshoch6 aktiv, ebenso beherrschte er die Trompete.
Seine wohl bekanntesten Synchronrollen sind die des Drake Parker in Drake & Josh, in den Anime-Serien Beyblade und Ranma ½ die des Ray Kon bzw. Ranma Saotome (Ranma-kun), in Hör mal, wer da hämmert als Randy und in der Zeichentrickserie American Dragon die Hauptrolle Jake. Er war meistens in den Studios der Film- und Fernseh-Synchron GmbH tätig. Der Rolle des Drake Parker (Drake & Josh) konnte er nicht mehr in allen Folgen seine Stimme leihen, ebenso nicht Jackson Stewart (Hannah Montana), dem er nur in der ersten Staffel seine Stimme gab.
Ostermann starb am 30. April 2007 während einer Synchronaufnahme am Bayerischen Rundfunk unerwartet im Alter von 22 Jahren an den Folgen einer Lungenembolie. Er wurde am 9. Mai 2007 auf dem Waldfriedhof München beigesetzt.
Ostermann wurde wegen seiner hohen Stimme oft für Kinderserien eingesetzt, daher war es auch schwierig, nach seinem Tod einen Nachfolger als Synchronsprecher zu finden. Nach seinem Tod übernahmen Manuel Straube und Benedikt Weber seine Synchronrollen.

## Synchronisation (Auswahl)

### Filme
- 1991: Ranma ½ – Big trouble in Nekonron, China: Ranma Saotome (Ranma-kun)
- 1992: Ranma ½ – Nihao my Concubine: Ranma Saotome (Ranma-kun)
- 1992: Die Abenteuer des jungen Indiana Jones: Corey Carrier
- 1998: Der Staatsfeind Nr. 1: Jason Welch
- 1999: Die Asche meiner Mutter: Michael Legge
- 2000: Arielle, die Meerjungfrau 2 – Sehnsucht nach dem Meer: Meerjungen
- 2000: Hilfe! Ich bin ein Fisch: Chuck
- 2001: Nicht noch ein Teenie-Film!: Sam Huntington (als Ox)
- 2002: Air Bud 4 – Mit Baseball bellt sich’s besser: Kevin Zegers (Josh Framm)
- 2002: Bis in alle Ewigkeit: Jonathan Jackson (als Jesse Tuck)
- 2002: Die Stimme des Meeres: Ryan Merriman (als Adam Eddington)
- 2003: Tokyo Godfathers: Schlägerjunge
- 2003: 11:14: Ben Foster
- 2003: Bad Boys II: Dennis Green (als Reggie)
- 2004: Die Kinder des Monsieur Mathieu: Gregory Gatignol (Mondain)
- 2004: Raise Your Voice – Lebe deinen Traum: Oliver James (Jay Corgan)
- 2004: Wenn Träume fliegen lernen: Matt Green (als John)
- 2005: Final Fantasy VII: Advent Children: Zack Fair
- 2005: Slayers Gorgeous: Soldat
- 2005: Slayers Excellent: Dorfbewohner
- 2005: Slayers Premium: Xelloss
- 2005: American Pie – Die nächste Generation: Tad Hilgenbrink (als Matt Stifler)
- 2005: The Bay – Hai Alarm: Riley Smith (Shane)
- 2005: Der Exorzismus von Emily Rose: Joshua Close (als Jason)
- 2005: Harry Potter und der Feuerkelch: Robert Pattinson (als Cedric Diggory)
- 2005: Hostel: Derek Richardson
- 2005: The Perfect Man: Ben Feldman (als Adam)
- 2005: Wu Ji – Die Reiter der Winde
- 2006: Drake & Josh unterwegs nach Hollywood: Drake Bell (Drake Parker)
- 2006: Final Destination 3: Jesse Moss (Jason Wise)
- 2006: Partygirls auf Mission: Michael Trevino (als Jackson Meade)
- 2006: Spiel auf Bewährung: Michael P. Pagan (als Weathers)
- 2007: Unsichtbar – Zwischen zwei Welten: Chris Marquette (Pete Egan)

### Serien
- 1994–1997: Hör mal, wer da hämmert: Jonathan Taylor Thomas (Randy Taylor)
- 1996–1998: Rurouni Kenshin: The Chapter of Atonement: Kenshin Himura (Battosai)
- 1999–2007: Pokémon: diverse Rolle u. a. Arenaleiter Jens
- 2000–2001: FLCL: Gaku
- 2001–2003: Doremi: Shiro / SOS-Trio + Masaru + Watanabe
- 2002: Ranma ½: Ranma Saotome (Ranma-kun)
- 2003: Beyblade: Ray Kon
- 2003: One Piece: Tajio, den Küchenjungen (Folge 133)
- 2003: Will & Grace Episode Scheiden tut weh: Macaulay Culkin
- 2004: American High – Hier steigt die Party!: Adam Frost (als Ted Ogilvy)
- 2004: Ich bin immer für dich da – Main Hoon Na
- 2004: RahXephon: Souichi Yagumo
- 2004–2006: Phil aus der Zukunft: Ricky Ullman (Phil Diffy)
- 2004–2007: Duel Masters: diverse Nebenrollen
- 2004–2007: Reich und Schön: Drew Tyler Bell (Thomas Forester)
- 2005: Gantz: Kei Kurono
- 2005: South Park: Gary Harrison (Folge 07/12)
- 2005: Zoey 101: Drake Bell (als er selbst) in der Folge Die Star Party
- 2005–2006: Drake & Josh: Drake Bell (Drake Parker)
- 2005–2007: American Dragon: Jake Long
- 2005–2007: 4400 – Die Rückkehrer: Richard Kahan (Marco Pacella)
- 2006: Surface – Unheimliche Tiefe: Eddie Hassell (als Phil)
- 2006–2007: Hannah Montana: Jason Earles (als Jackson Rod Stewart)
- 2007: Beautiful People: Ricky Mabe (Gideon Lustig)
- 2007: Smallville: Richard Kahan (Brennan)
- 2007: Mensch, Derek!: William Greenblatt (Sheldon Shlepper)